# Jean-Pierre Néel
Jean-Pierre Néel, né le 18 octobre 1832 au hameau de Soleymieux, dans la commune de Sainte-Catherine-sous-Riverie (Rhône) et mort le 18 février 1862 dans la province de Guizhou (Kouy-tchéou à l'époque) en Chine, est un prêtre-missionnaire catholique. Il a été béatifié le 2 mai 1909 par le pape Pie X et canonisé le 1er octobre 2000 par le pape Jean-Paul II, parmi 120 chrétiens morts en Chine entre les XVIIe et XXe siècles.

## Biographie
Jean-Pierre Néel commence ses études au petit séminaire de Montbrison, les continue dans celui de L'Argentière, et entre laïque au séminaire des Missions étrangères de Paris, le 25 octobre 1855. Ordonné prêtre le 29 mai 1858, il part le 29 août suivant pour le Kouy-Tchéou . Le 28 mai 1859, il s'embarque à Canton avec quelques missionnaires pour se rendre dans sa mission. Arrivés à Chao-tcheou, ils se heurtent aux rebelles qui battent le pays et doivent rebrousser chemin. Une seconde tentative rencontre plus de succès. Il arrive le 2 décembre 1859 à Kouy-yang (Guiyang, 26° 34' N 106° 40' E, capitale de la province de Guizhou), et se met aussitôt à apprendre la langue. L'année suivante, il administre une vingtaine de petites chrétientés, dont Tchuen-tsay-pin et Tchou-tchang-pong.

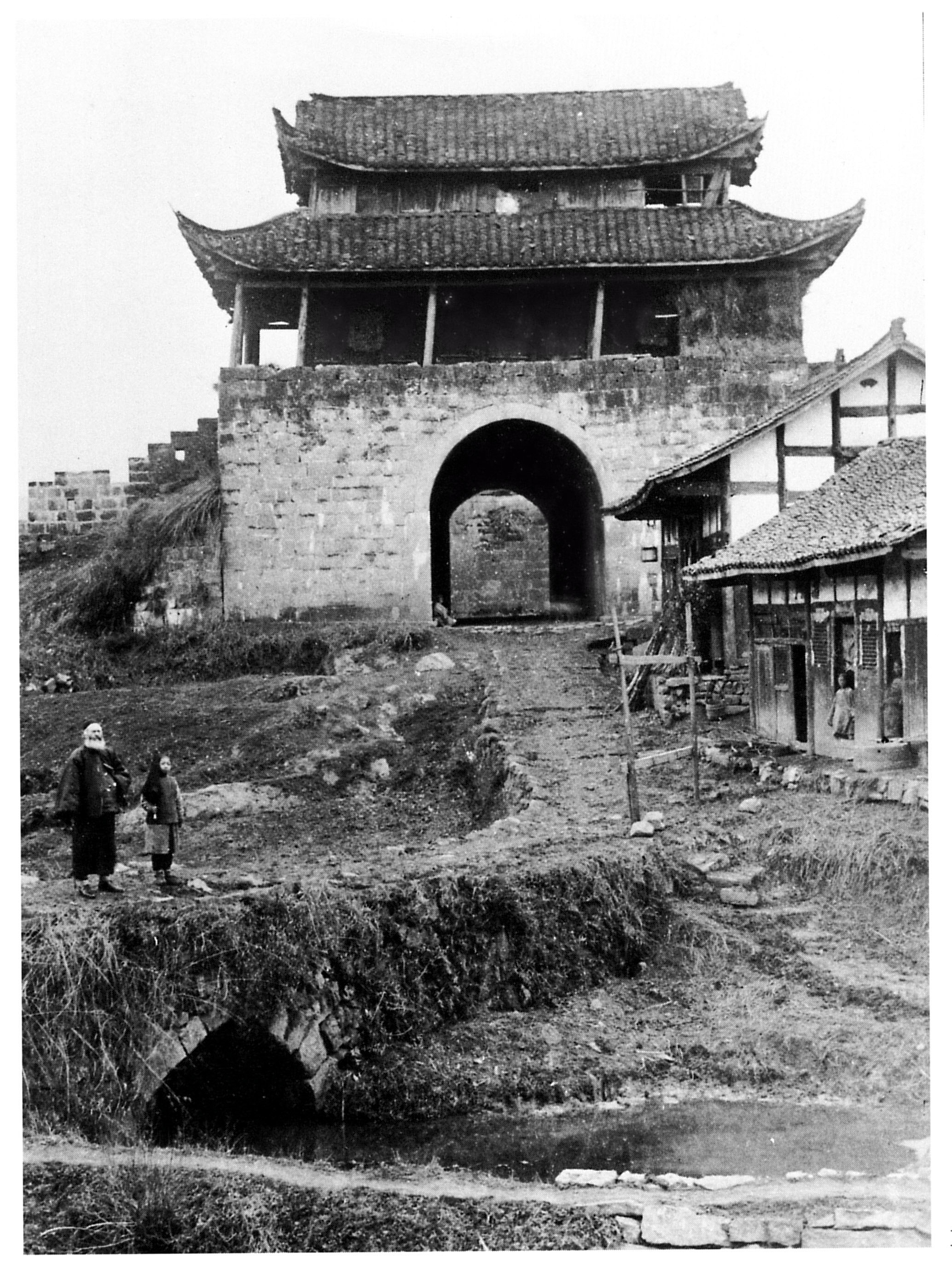
Porte de Kai-Tchéou. C'est près de cette porte que J.-P. Néel fut décapité, vers l'endroit où se tient M. Chaffanjon (photo 1907, chanoine Jean Vuaillat, ancien curé de Sainte-Catherine).

Au commencement de 1862, il travaille à fonder une nouvelle station à Kia-cha-long, dans la sous-préfecture de Kai, quand, le 18 février, sur l'ordre du général Tien, grand ennemi des chrétiens, il est saisi par les rebelles, avec les néophytes Jean Tchang, Jean Tchen et Martin Ou. Emmenés aussitôt à Kai Tchéou, ils comparaissent devant le sous-préfet Tai Lou-tche. L'interrogatoire est bref et brutal. Quelques minutes plus tard, le missionnaire et ses compagnons, dépouillés de leurs vêtements, sont conduits en dehors de la ville, non loin de la porte de l'Ouest. Arrivé au lieu du supplice, Néel s'agenouille, et d'un coup de sabre le bourreau lui tranche la tête. C'était le 18 février, le jour même de son arrestation, vers sept heures du soir. Son corps est en partie dévoré par les loups ; sa tête, exposée sur les murs de Kai Tchéou, est, quelques jours plus tard, enlevée par des chrétiens et portée au vicaire apostolique Faurie, qui la dépose dans le caveau funéraire d'Albrand. En 1868, elle est transférée au séminaire de Lou-tsong-kouan.

## Postérité
Le 13 février 1879, Léon XIII signe le décret pour l'introduction de la cause de béatification du martyr, et, le 11 avril 1909, Pie X donne le bref de sa béatification, dont les solennités sont célébrées à Saint-Pierre de Rome le 2 mai suivant.
Il est canonisé le 1er octobre 2000 par le pape Jean-Paul II, parmi 120 chrétiens morts en Chine entre les XVIIe et XXe siècles.
Sa mémoire est fêtée aux Missions étrangères de Paris ainsi que dans le diocèse de Lyon où il est le saint patron de la paroisse de Mornant (69440) près de son village natal. La Salle des Martyrs, au séminaire des Missions étrangères de Paris, rue du Bac, possède des cheveux, une vertèbre du cou de Jean-Pierre Néel, et quelques objets lui ayant appartenu. 
Une petite chapelle et une école privée catholique lui sont dédiées à Soleymieux.